# Estación de Cegama-Otzaurte
Cegama-Otzaurte (en euskera y según Adif Zegama-Otzaurte) es un apartadero ferroviario situado en el municipio español de Cegama cerca del puerto de montaña de Otzaurte en la provincia de Guipúzcoa, comunidad autónoma del País Vasco. La estación carece de servicios de viajeros.

## Situación ferroviaria
La estación se encuentra en el punto kilométrico 544,926 de la línea férrea de ancho ibérico que une Madrid con Hendaya a 620,61 metros de altitud. Desde el apeadero y en dirección a Vitoria se puede observar la entrada del túnel de Otzaurte de 1 156 metros de longitud. El tramo es de vía doble y está electrificado.

## Historia
La estación fue inaugurada el 20 de agosto de 1864 con la puesta en marcha del tramo Alsasua (Olazagoitia) – Beasáin de la línea radial Madrid-Hendaya. Su explotación inicial quedó a cargo de la Compañía de los Caminos de Hierro del Norte de España, quien mantuvo su titularidad hasta que en 1941 fue nacionalizada e integrada en la recién creada RENFE.
Desde el 31 de diciembre de 2004 Renfe Operadora explota la línea mientras que Adif es la titular de las instalaciones ferroviarias.

## La estación
Está situada al oeste de Cegama a varios kilómetros del núcleo urbano. El apeadero posee únicamente un rústico y sencillo edificio cerrado al público. Dispone de dos andenes laterales y dos vías. Ninguno de ellos cuenta con refugio alguno para los viajeros. Los cambios de andén se realizan a nivel. 

## Servicios ferroviarios
El 10 de junio de 2013 quedó suprimido el servicio de viajeros y los trenes ya no efectúan parada en la estación..